# Omega1 Scorpii
Título a ser usado para criar uma ligação interna é Omega1 Scorpii.
Omega1 Scorpii (9 Scorpii) é uma estrela na direção da constelação de Scorpius. Possui uma ascensão reta de 16h 06m 48.43s e uma declinação de −20° 40′ 08.9″. Sua magnitude aparente é igual a 3.93. Considerando sua distância de 423 anos-luz em relação à Terra, sua magnitude absoluta é igual a −1.64. Pertence à classe espectral B1V.